# Carles Dénia Moreno
Carles Dénia Moreno (Gandia, 17 de juliol de 1971) és un cantaor de cant d'estil, de flamenc, guitarrista, compositor i arranjador valencià.

## Trajectòria artística
Va començar la seua carrera professional en diversos grups locals de rock i de blues. Estudià guitarra de jazz en el Koninklijk Conservatorium Den Haag (Conservatori Reial de L'Haia), Països Baixos, on va ser més tard professor. El 2009 era un músic amb un gran reconeixement internacional.
Treballa professionalment com a guitarrista de jazz i paral·lelament desenvolupa la seua carrera com a cantaor de flamenc i de cant valencià d'estil. Forma part de diverses companyies com ara Javier Galiana y los Spice Berberechos, La Primavera, Labryenco i Compasión. Ha participat en els projectes La vida breve, de Falla, amb la Limburgs Symfonie Orkest i el guitarrista Pepe Romero, i en l'òpera Món de guerres, de la qual és coautor, amb l'Orquestra Simfònica de Pamplona, l'Amsterdam Percussion Group i el Cor de la Generalitat Valenciana. El 2009 presentà la formació que ell lidera, Carles Dénia i la Nova Rimaire, on realitza una important tasca de revisió, reinterpretació i difusió del cant d'estil valencià, defugint folklorismes. Amb aquest grup gravà el disc Tan alta com va la Lluna (Comboi Records).
El 2016 s'incorpora al grup de percussió ibèrica Coetus com a veu masculina.
Entre els anys 2018 i 2023 es consolida com a cantautor amb la gravació dels discos Cant espiritual, Mira si hem corregut terres i Mussol.

## Discografia
- 2002 - Ten Strings for Bill Evans (Carles Dénia, Uli Glaszmann Duo), Edition Musikat.
- 2006 - Cante errante, NLdisco.
- 2009 - Tan alta com va la lluna (Carles Dénia i La Nova Rimaire), Comboi Records.
- 2011 - El paradís de les paraules, Comboi Records.
- 2015 - L'home insomne (Carles Dénia i La Nova Rimaire), Comboi Records.
- 2018 - Cant espiritual d'Ausiàs March, autoeditat.
- 2019 - Mira si hem corregut terres (Spanish Brass i Carles Dénia), Seed Music.
- 2023 - Mussol (Carles Dénia), Autoedició.

## Premis
- Premis Ovidi (2009)
  - Millors arranjaments (Tan alta com va la lluna)
- Premis Enderrock (2009)
  - Tercer millor disc en català (Tan alta com va la lluna)
- Premis Altaveu Frontera (2010)
  - Tan alta com va la lluna
- Llista dels millors discs de la dècada per la revista Enderrock
  - El paradís de les paraules
- Premis Ovidi (2011)
  - Millor disc (El paradís de les paraules)
  - Millors arranjaments (El paradís de les paraules)
- Premis de la revista Sons de la Mediterrània (2011)
  - Millor Disc de Folk (El paradís de les paraules)
- Premi Carles Santos de la Música Valenciana (2018)
  - Millor Disc de fusió, mestissatge i urbana (Cant espiritual)
- Premis Ovidi (2018)
  - Millor Disc Folk (Cant espiritual)
  - Millors Arranjaments (Cant espiritual)
- Premi Carles Santos de la Música Valenciana (2019)
  - Millor disc de música tradicional (Mira si hem corregut terres), amb Spanish Brass